# Ruth Dwyer

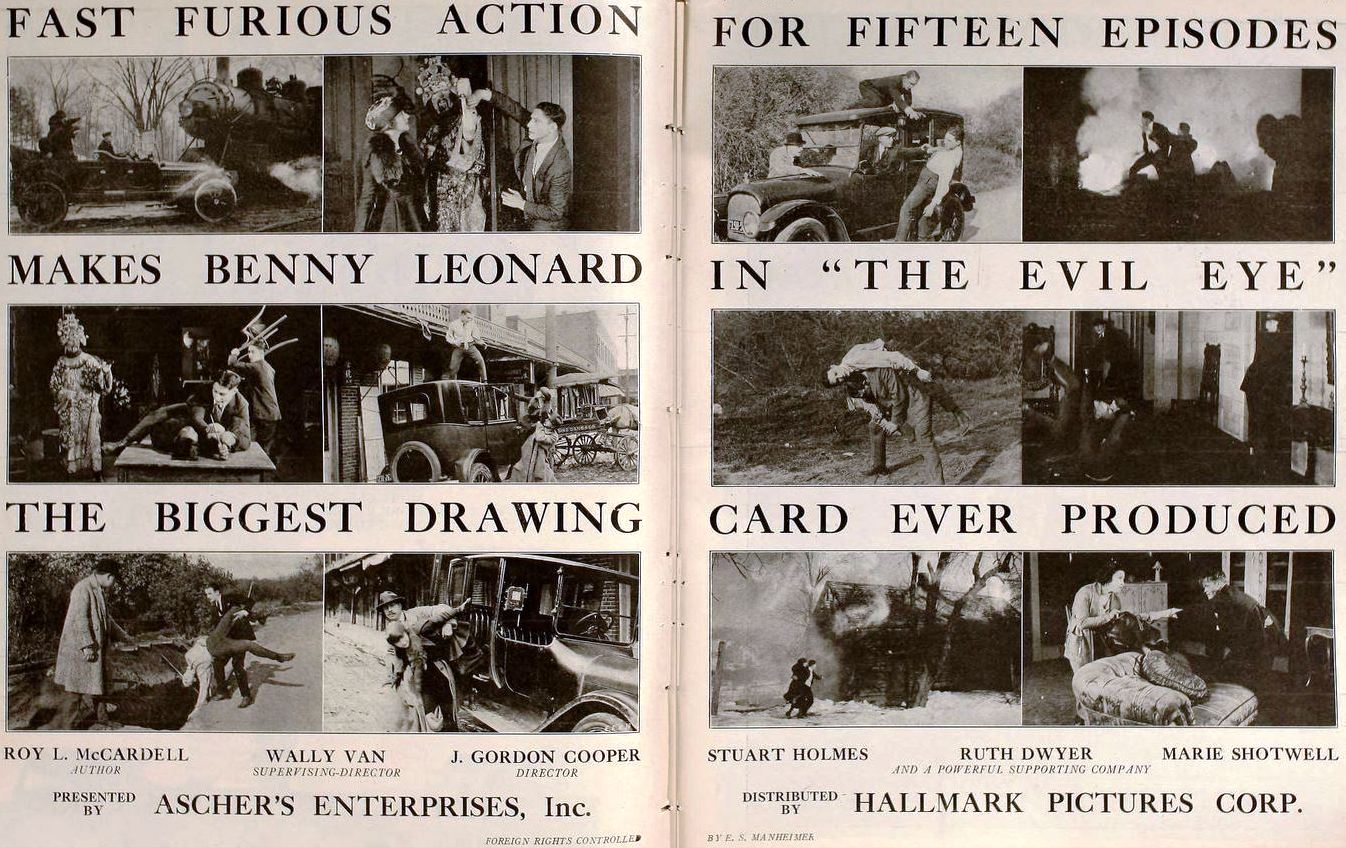
Anúncio do seriado The Evil Eye, de 1920, estrelado por Ruth Dwyer.

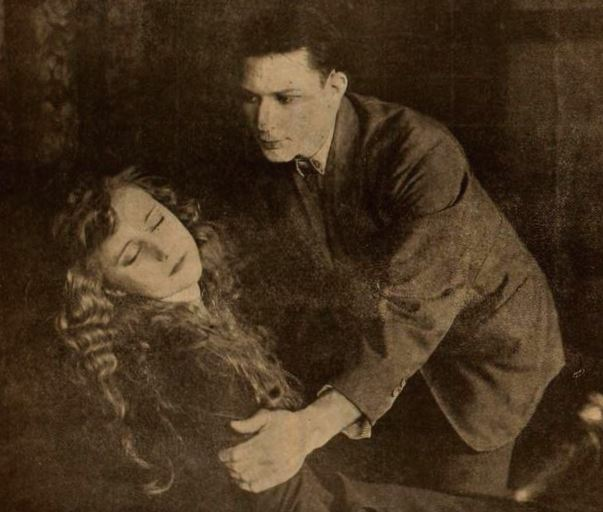
Cena do seriado The Evil Eye (1920), com Benny Leonard e Ruth Dwyer.

Ruth Dwyer foi uma atriz de cinema estadunidense da era silenciosa que atuou em mais de 30 filmes entre 1919 e 1943.

## Biografia
Nascida em 25 de janeiro de 1898, no Brooklyn, seu primeiro filme foi o seriado The Lurking Peril, em 1919, único produzido pela Wistaria Productions. Atuou em seguida em outro seriado, The Evil Eye, em 1920, pela Hallmark Pictures Corporation. Entre seus filmes, destacam-se His Mystery Girl, dirigido por Robert F. Hill para a Universal, em 1923; Broadway or Bust, ao lado de Hoot Gibson, em 1924; Seven Chances, de Buster Keaton, em 1925. Com o advento do cinema falado, a partir dos anos 1930 Ruth passou a fazer pequenos papéis não creditados, como em Mannequin, em 1937, estrelado por Joan Crawford e Spencer Tracy; Unfinished Business, em 1941, estrelado por Irene Dunne, e For Me and My Gal, estrelado por Judy Garland, em 1942. Seu último filme, num pequeno papel não creditado, foi Slightly Dangerous, estrelado por Lana Turner, em 1943.
Atuou pelas companhias Wistaria Productions (1919), Hallmark Pictures Corporation (1920), Robertson-Cole Pictures Corporation, Selznick Pictures Corporation, Fox Film, Universal Pictures (1923 – 1924), Sunset Productions (1924), Buster Keaton Productions (1925), MGM, B&H Enterprises and Johnny Hines Productions (C.C. Burr Pictures) (1926), Harry J. Brown Productions (1927), Henry Hobart Productions (1928), entre outras.
Faleceu em 2 de março de 1978, em Woodland Hills, Los Angeles, Califórnia.

## Vida familiar
Foi casada com o ator William Jackie, e com Robert John McMurray, de 1924-1925 até 1927, quando se divorciaram.

## Filmografia parcial
- The Lurking Peril (1919)
- The Evil Eye (1920)
- Clay Dollars (1921)
- His Mystery Girl (1923)
- Broadway or Bust (1924)
- Seven Chances (1925)
- A Man of Quality (1926)
- The Lost Limited (1927)
- A Perfect Gentleman (1928)
- Mannequin (1937)
- Unfinished Business (1941)
- For Me and My Gal (1942)
- Slightly Dangerous (1943)